# Lijst van nummer 1-hits in Oostenrijk in 2006
Deze hits stonden in 2006 op nummer 1 in de Ö3 Austria Top 40, de bekendste hitlijst in Oostenrijk.
| Datum        | Artiest                                    | Titel                            |
| ------------ | ------------------------------------------ | -------------------------------- |
| 4 januari    | Mattafix                                   | Big city life                    |
| 11 januari   | Mattafix                                   | Big city life                    |
| 18 januari   | Mattafix                                   | Big city life                    |
| 25 januari   | Mattafix                                   | Big city life                    |
| 1 februari   | Bob Sinclar & Goleo VI & Gary "Nesta" Pine | Love generation                  |
| 8 februari   | Bob Sinclar & Goleo IV & Gary "Nesta" Pine | Love generation                  |
| 15 februari  | Bob Sinclar & Goleo IV & Gary "Nesta" Pine | Love generation                  |
| 22 februari  | Bob Sinclar & Goleo IV & Gary "Nesta" Pine | Love generation                  |
| 1 maart      | Bob Sinclar & Goleo IV & Gary "Nesta" Pine | Love generation                  |
| 8 maart      | Bob Sinclar & Goleo IV & Gary "Nesta" Pine | Love generation                  |
| 15 maart     | Bob Sinclar & Goleo IV & Gary "Nesta" Pine | Love generation                  |
| 22 maart     | Tokio Hotel                                | Rette mich                       |
| 29 maart     | Tokio Hotel                                | Rette mich                       |
| 5 april      | Tobias Regner                              | I still burn                     |
| 12 april     | Tobias Regner                              | I still burn                     |
| 19 april     | Tobias Regner                              | I still burn                     |
| 26 april     | Tobias Regner                              | I still burn                     |
| 3 mei        | Mary J. Blige & U2                         | One                              |
| 10 mei       | Christina Stürmer                          | Nie genug                        |
| 17 mei       | Christina Stürmer                          | Nie genug                        |
| 24 mei       | Gnarls Barkley                             | Crazy                            |
| 31 mei       | Gnarls Barkley                             | Crazy                            |
| 7 juni       | Gnarls Barkley                             | Crazy                            |
| 14 juni      | Gnarls Barkley                             | Crazy                            |
| 21 juni      | Gnarls Barkley                             | Crazy                            |
| 28 juni      | Gnarls Barkley                             | Crazy                            |
| 5 juli       | Gnarls Barkley                             | Crazy                            |
| 12 juli      | Gnarls Barkley                             | Crazy                            |
| 19 juli      | Gnarls Barkley                             | Crazy                            |
| 26 juli      | Gnarls Barkley                             | Crazy                            |
| 2 augustus   | The Pussycat Dolls & Snoop Dogg            | Buttons                          |
| 9 augustus   | The Pussycat Dolls & Snoop Dogg            | Buttons                          |
| 16 augustus  | The Pussycat Dolls & Snoop Dogg            | Buttons                          |
| 23 augustus  | Tiziano Ferro                              | Stop! Dimentica                  |
| 30 augustus  | Christina Stürmer                          | Um bei dir zu sein               |
| 6 september  | Tokio Hotel                                | Der letzte Tag                   |
| 13 september | Christina Stürmer                          | Um bei dir zu sein               |
| 20 september | Christina Stürmer                          | Um bei dir zu sein               |
| 27 september | Scissor Sisters                            | I don't feel like dancin'        |
| 4 oktober    | Scissor Sisters                            | I don't feel like dancin'        |
| 11 oktober   | Scissor Sisters                            | I don't feel like dancin'        |
| 18 oktober   | Scissor Sisters                            | I don't feel like dancin'        |
| 25 oktober   | Scissor Sisters                            | I don't feel like dancin'        |
| 1 november   | Silbermond                                 | Das Beste                        |
| 8 november   | Silbermond                                 | Das Beste                        |
| 15 november  | Silbermond                                 | Das Beste                        |
| 22 november  | Silbermond                                 | Das Beste                        |
| 29 november  | Silbermond                                 | Das Beste                        |
| 6 december   | Silbermond                                 | Das Beste                        |
| 13 december  | Monrose                                    | Shame                            |
| 20 december  | Monrose                                    | Shame                            |
| 27 december  | Nelly Furtado                              | All good things (Come to an end) |